# Hôtel des Trois Boules
L’hôtel des Trois Boules est un ancien hôtel particulier construit au XVIIe siècle et remanié au début du XIXe, de la ville de Lectoure (Gers).  Il est plus connu sous l’appellation de « presbytère » correspondant à sa fonction, mais est parfois appelé hôtel Ducassé, du nom de son premier propriétaire.

## Situation
L’hôtel se trouve 30, rue Nationale, en face de la place Général De Gaulle, parvis de la cathédrale Saint-Gervais-et-Saint-Protais. Il tient son nom de la caractéristique de l’entablement de son portail monumental, qui porte trois grosses boules de pierre. Cet hôtel est aussi nommé dans certains documents hôtel Ducassé, du nom de son propriétaire initial, mais qui peut prêter à confusion avec un autre hôtel Ducasse, ayant appartenu au même, situé un peu plus loin dans la rue Nationale.

## Histoire
Le 19 mars 1655, Pierre Ducassé, juge-mage et président à la sénéchaussée et présidial d’Armagnac, vend aux religieuses de Sainte-Marie d’Astaffort sa métairie de Sempesserre. Avec le produit de cette vente, il fait construire, face à la cathédrale, sa nouvelle demeure. À la mort de son fils, qui en avait hérité, le 25 janvier 1712, l’hôtel passe aux mains de M. Devaux de Corné, puis de M. de Monbrizon. 
Un maçon originaire de Saint-Mézard, nommé Dupin, s’établit à Lectoure peu avant la mort de Pierre Ducassé. Son fils Jean, cordonnier, a à son tour un fils, Raymond (1731-1806), qui devient procureur au sénéchal d’Armagnac et intendant de la maison de Monbrizon. En 1788, l’intendant rachète l’hôtel de ses anciens maîtres. Il a, avec Jeanne Coste, huit enfants. L’aîné, Joseph Dupin (1766-1849), greffier, hérite de l’hôtel. Un autre fils, Jean-Baptiste Dupin, sera général d’Empire. En 1802, Joseph Dupin épouse Barbe « Polette » Méric, divorcée du général et futur maréchal Jean Lannes. Joseph prend en charge le fils de Barbe, Jean-Claude Lannes, né pendant une trop longue absence du général, et qui ne réussira pas à faire reconnaître se filiation par les tribunaux, avant de mourir prématurément en 1817.
Ils font reconstruire le logis par le maître d’œuvre Condom. Peut-être font-ils édifier à ce moment les petites échoppes de chaque côté du portail : un chaudronnier nommé Jacques Bonhomme en loue une pour 25 francs par an.
Barbe Méric meurt dans cet hôtel le 14 juillet 1850.
Joseph Dupin et Barbe Méric ont eu trois enfants, dont Adolphe Dupin qui hérite de l’hôtel. La fille d’Adolphe, Josèphe Marie Valentine Dupin, veuve sans postérité de Jean-Jacques Françès, en est ensuite propriétaire, et au début du XXe siècle elle le lègue à la paroisse Saint-Gervais pour en faire le presbytère.

## Architecture
Un portail monumental s’ouvre sur la cour par une haute porte cochère en plein cintre, avec clé tripartite et claveaux à crossettes, dans un mur aux assises de pierre de taille bien marquées, scandé par quatre pilastres en faible saillie. Au sommet horizontal du portail, se trouvent trois grosses boules de pierre sur de petits piédestaux. À chaque extrémité du portail, dans le mur plus bas, une baie également en plein cintre constituait l’entrée et la vitrine d’une petite échoppe louée à un commerçant ou un artisan. Ces deux pavillons ayant été rajoutés à une époque indéterminée, il est probable que les ouvertures correspondantes étaient simplement des entrées piétonnes pour accéder à l’hôtel.
La façade de l’hôtel, sobre et classique, dans l’esprit « pompéien » de l’Empire, aligne six travées d’ouvertures sur un rez-de chaussée et un étage simplement marqués par un bandeau horizontal. On y accède par une porte centrale après un perron de trois marches. Un étage supplémentaire avec cinq croisées en attique était prévu, mais il ne fut pas construit. L’étroitesse de la parcelle ne permit pas non plus de construire les ailes de part et d’autre de la cour.
Le corps de logis, de plan sensiblement carré, développe au nord une aile qui rejoint la rue Saint-Gervais, et un jardin qui occupe l’angle entre les rues Saint-Gervais et Lagrange. Un bâtiment de communs en occupe l’angle nord-est.

### Presbytère
Le presbytère de Lectoure accueille les pèlerins de Saint-Jacques de Compostelle. C’est le seul véritable presbytère, occupé par un prêtre, sur la route du Puy.

### Médiathèque-ludothèque
La médiathèque-ludothèque de Lectoure occupe l’aile latérale de l’hôtel donnant sur le jardin, accessible par la rue Saint-Gervais.